# Alexandros Gounas
Alexandros Evgenios Gounas (in greco Αλέξανδρος Γούνας?; Atene, 3 ottobre 1989) è un pallanuotista greco.
Cresce nel Vouliagmeni, squadra con cui firma il suo primo contratto da professionista. Con il club rossoblù conquista un campionato greco e una coppa di Grecia. Nell'estate 2013 si trasferisce all'Olympiakos, squadra di punta in Grecia che intendeva rafforzarsi ulteriormente per diventare competitiva anche in ambito europeo. Con il club del Pireo ottiene due titoli nazionali e due Coppe di Grecia.
Nell'estate del 2016 passa alla Rari Nantes Savona, prima di far ritorno all'Olympiakos. Con la nazionale greca ha conquistato un argento olimpico, tre bronzi mondiali, un bronzo in World League e due medaglie (un argento e un bronzo) ai Giochi del Mediterraneo.

## Palmarès

### Club
- Campionato greco: 6

Vouliagmeni: 2011-12
Olympiakos: 2013-14, 2014-15, 2015-16, 2017-18, 2019-20
- Coppa di Grecia: 6

Vouliagmeni: 2011-12
Olympiakos: 2013-14, 2014-15, 2015-16, 2017-18, 2019-20
- Supercoppa di Grecia: 2

Olympiakos: 2018, 2019
- Coppa dei Campioni/Eurolega: 1

Olympiakos: 2017-18